# Ajsakos
Ajsakos (gr. Αἴσακος, łac. Aesacus) – w mitologii greckiej syn króla Troi Priama i Arisbe, córki wieszcza Meropsa.
Matka Ajsakosa była pierwszą żoną Priama. Zaraz po jego urodzeniu rozwiódł się i wydał ją za mąż za Hyrtakosa. Chłopiec otrzymał po dziadku dar jasnowidzenia i Merops szkolił go w interpretacji snów. Gdy Hekabe, drugiej żonie ojca, przyśnił się sen o płonącej żagwi, od której spłonie Troja, kazał Priamowi zabić dziecko narodzone przez Trojankę z królewskiego rodu.
Ajsakos wsławił się wielką miłością do Asterope, córki boga rzecznego Kebrena. Po śmierci żony, którą ukąsił  wąż, usiłował wielokrotnie popełnić samobójstwo, skacząc do morza ze skały. Tetyda ulitowała się nad nim i zamieniła go w nurkującego ptaka.
Według innej wersji Ajsakos obdarzył uczuciem nimfę Hesperię, również córkę Kebrena, która, uciekając przed nim, nadepnęła na węża i zmarła. Zrozpaczony rzucił się ze skały.

## W kulturze

### Literatura
- Apollodorus,  Bibliotheca – Ajsakos wymieniany jest jako mąż Asterope[4].
- Owidiusz, Metamorfozy – Ajsakos pojawia się jako mężczyzna zakochany w Hesperii[4].

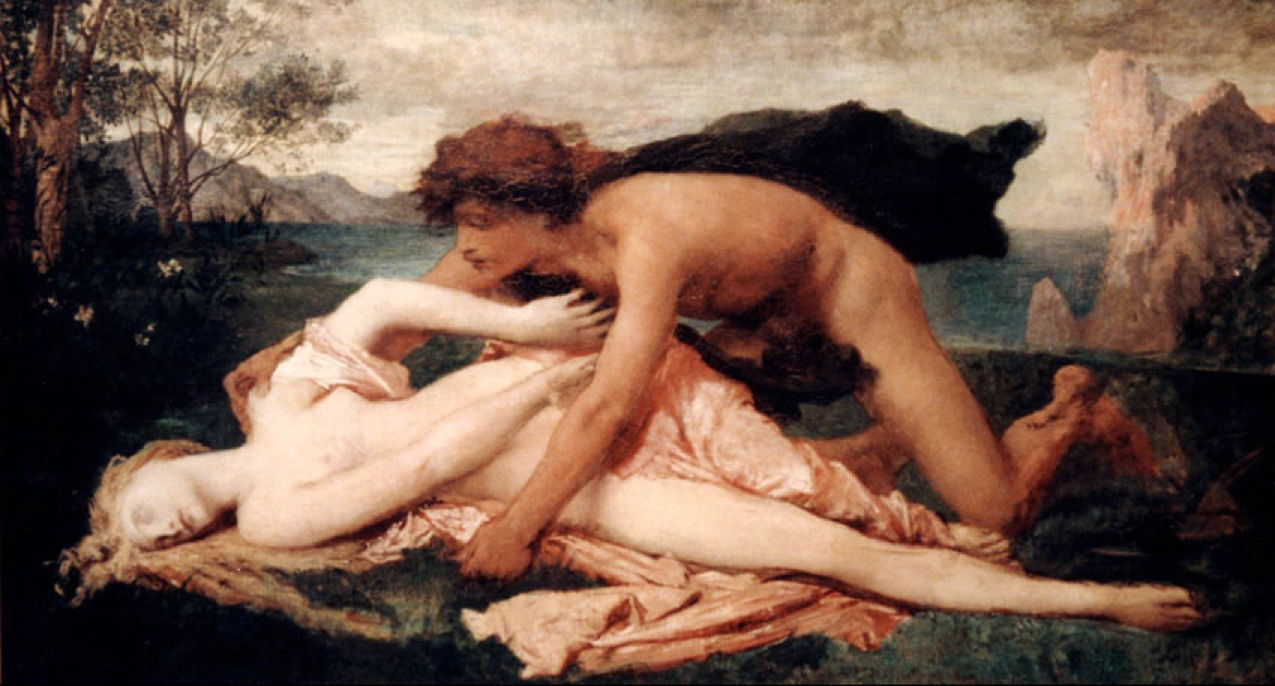
Jules-Élie Delaunay, The death of the Nymph Hesperia

### Ilustracje
Wizerunek Ajsakosa w ilustracjach Metamorfoz Owidiusza: 
- Aesacus and Hesperia, Virgil Solis, ilustracja z ok. 1551–1562[5]
- Aesacus and Hespia, Antonio Tempesta, XVII w.[6]
- Aesacus and Hesperie, William Turner, ilustracja z 1819[7]
- Aesacus and Hesperia, Johann Ulrich Kraus, ilustracja z 1690

### Malarstwo
- The death of the Nymph Hesperia, Jules-Élie Delaunay (1859)[8]